# Gara Hunedoara
Gara Hunedoara este o gară care deservește municipiul Hunedoara, România. A fost construită în 1953.

## Istoric
Clădirea gării a fost proiectată în 1951 de arhitecții Titu Dan Elian și Dan Virgil Marinescu în stil austriac.
În interiorul clădirii există două fresce de dimensiuni mari, în stil realist socialist, pictate de Paul Miracovici. Una din aceste fresce ilustrează muncitori și oțelari în uzinele orașului, iar cealaltă îi plasează pe muncitori în timpul liber, la iarbă verde, cu uzinele în fundal.
În prezent, Gara Hunedoara este închisă, ca urmare a suspendării circulației trenurilor pe ruta Simeria - Hunedoara, în martie 2018.